# Liste der Monuments historiques in Vauchassis
Die Liste der Monuments historiques in Vauchassis führt die Monuments historiques in der französischen Gemeinde Vauchassis auf.

## Liste der Immobilien
| Bezeichnung                    | Beschreibung                                                                        | Standort               | Kennzeichnung | Schutzstatus | Datum | Bild           |
| ------------------------------ | ----------------------------------------------------------------------------------- | ---------------------- | ------------- | ------------ | ----- | -------------- |
| Kirche Assomption-de-la-Vierge | von 1754 bis 1760 erbaut; unter Wiederverwendung von Bauteilen der Vorgängerkirchen | Rue de l’Église (Lage) | PA00078294    | Inscrit      | 1986  | weitere Bilder |

## Liste der Objekte
| Bezeichnung                                       | Beschreibung                                                                 | Standort                                           | Kennzeichnung | Schutzstatus | Datum | Bild |
| ------------------------------------------------- | ---------------------------------------------------------------------------- | -------------------------------------------------- | ------------- | ------------ | ----- | ---- |
| Skulptur Madonna mit Kind (1)                     | Kalkstein, 18. Jahrhundert                                                   | außen an der Kirche Assomption-de-la-Vierge (Lage) | PM10002743    | Classé       | 1988  |      |
| Sessel und zwei Hocker                            | Holz, bemalt, Stoff, 18. Jahrhundert                                         | in der Kirche Assomption-de-la-Vierge (Lage)       | PM10004022    | Inscrit      | 1984  |      |
| Chorshranke                                       | Schmiedeeisen, vergoldet, 18. Jahrhundert                                    | in der Kirche Assomption-de-la-Vierge (Lage)       | PM10002739    | Classé       | 1913  |      |
| Skulptur Madonna mit Kind (2)                     | Holz, farbig gefasst, 15. Jahrhundert                                        | in der Kirche Assomption-de-la-Vierge (Lage)       | PM10002734    | Classé       | 1913  |      |
| Kommuniontisch                                    | Schmiedeeisen, vergoldet, 18. Jahrhundert; demontiert                        | in der Kirche Assomption-de-la-Vierge (Lage)       | PM10003402    | Classé       | 1913  |      |
| Wandvertäfelung des Chorraums                     | Holz, nach 1764                                                              | in der Kirche Assomption-de-la-Vierge (Lage)       | PM10003407    | Classé       | 1988  |      |
| Weihwasserbecken                                  | Kalkstein, 17. Jahrhundert; möglicherweise zerstört                          | in der Kirche Assomption-de-la-Vierge (Lage)       | PM10004021    | Inscrit      | 1984  |      |
| Skulptur Heiliger Nikolaus                        | Holz, farbig gefasst, 16. Jahrhundert                                        | in der Kirche Assomption-de-la-Vierge (Lage)       | PM10002742    | Classé       | 1988  |      |
| Gemälde Ecce homo                                 | Ölfarbe auf Holz, Anfang des 17. Jahrhunderts                                | in der Kirche Assomption-de-la-Vierge (Lage)       | PM10002736    | Classé       | 1913  |      |
| Hauptaltar: Retabel                               | Kalkstein, farbig gefasst, nach 1764; zugehörig PM10003404 bis PM10003406    | in der Kirche Assomption-de-la-Vierge (Lage)       | PM10003403    | Classé       | 1988  |      |
| Relief Gottvater                                  | Stuck und Kalkstein, farbig gefasst und vergoldet, nach 1764                 | in der Kirche Assomption-de-la-Vierge (Lage)       | PM10003404    | Classé       | 1988  |      |
| Gemälde Maria immacualata                         | Ölfarbe auf Leinwand, nach 1764; nach der Skulptur von Edme Bouchardon       | in der Kirche Assomption-de-la-Vierge (Lage)       | PM10003405    | Classé       | 1988  |      |
| Drei Skulpturen: Mariä Himmelfahrt und zwei Engel | Kalkstein, farbig gefasst und vergoldet, nach 1764                           | in der Kirche Assomption-de-la-Vierge (Lage)       | PM10003406    | Classé       | 1988  |      |
| Kirchenfenster                                    | aus dem 17. Jahrhundert                                                      | in der Kirche Assomption-de-la-Vierge (Lage)       | PM10002733    | Classé       | 1908  |      |
| Skulptur Johannes                                 | Holz, 16. Jahrhundert; Verbleib unbekannt                                    | in der Kirche Assomption-de-la-Vierge (Lage)       | PM10003401    | Classé       | 1913  |      |
| Skulptur Mater dolorosa                           | Holz, 16. Jahrhundert                                                        | in der Kirche Assomption-de-la-Vierge (Lage)       | PM10002735    | Classé       | 1913  |      |
| Zwei Kredenzen                                    | Holz, vergoldet, 18. Jahrhundert                                             | in der Kirche Assomption-de-la-Vierge (Lage)       | PM10002738    | Classé       | 1913  |      |
| Hauptaltar: Altartisch und -aufgang               | Marmor, Bronze, vergoldet, nach 1764                                         | in der Kirche Assomption-de-la-Vierge (Lage)       | PM10002737    | Classé       | 1913  |      |
| Zwei Seitenaltäre                                 | jeweils Altartisch, Tabernakel und Retabel; Holz, vergoldet, 19. Jahrhundert | in der Kirche Assomption-de-la-Vierge (Lage)       | PM10004020    | Inscrit      | 1984  |      |
| Hauptaltar: Tabernakel und Expositionsnische      | Holz, vergoldet, nach 1764                                                   | in der Kirche Assomption-de-la-Vierge (Lage)       | PM10002740    | Classé       | 1988  |      |
| Kreuzigungsgruppe                                 | Holz, übertüncht, erste Hälfte des 17. Jahrhunderts                          | in der Kirche Assomption-de-la-Vierge (Lage)       | PM10002741    | Classé       | 1988  |      |